# Gallejaur
Gallejaur kraftstation är belägen i Skellefteälven som började byggas 1960 och stationens första aggregat togs i drift i december 1964. 1985 började bygget av stationens andra aggregat som togs i drift 1 september 1988. Tekniken med stora schaktarbeten i vattenvägarna uppströms och nedströms kraftverken för att vinna mer fallhöjd kulminerade i bygget av Gallejaur kraftstation. Två av Vattenfalls totalt fyra släpgrävmaskiner av typen Marion 7400 sattes in för att gräva landets största kraftstationskanal med 5 miljoner kubikmeter schaktning. Kanalen innebar att man reverserade en mindre bäck och ledde upp Skellefteälven genom denna kanal till magasinet i Gallejaurdammen för att på så sätt uppnå en fallhöjd på 80 meter men med en kort bergtunnel för att minimera strömningsförlusterna.

## Dammar
Det övre Sandforsmagasinet skapas av fem stycken mindre dammar och två större som skär av älvdalen. I de större dammarna finns utskov för att kunna släppa förbi vatten i älvfåran. Det nedre Gallejaurmagasinet skapas av tre dammar som också innehåller intaget till själva kraftverket.

## Tilloppskanalen
Stationen kännetecknas av den 6 kilometer långa tilloppskanalen mellan det övre Sandforsmagasinet och det nedre Gallejaurmagasinet som till största delen går genom myrmark. Kanalen följer i stort sett älvens ursprungliga sträckning före istiden. Grävningen av kanalen utfördes med två släpgrävmaskiner av typ Marion 7400. Vattenfalls nyaste maskin CF 90 arbetade på den övre delen av kanalen. CF 90 hade tidigare bara används vid schaktningen av avloppskanalen i Tuggen. Den äldsta av Vattenfalls Marion maskiner CF 20 arbetade med mellandelen av kanalen. Kanalen är landets största med 5 miljoner kubikmeter schaktning. Standardstorleken på skoporna var 6 kubikmeter men det gjordes försök med en speciell så kallad myrskopa rymmande 11 kubikmeter, då massorna som skulle grävas undan var en rätt lös blandning av myrmark och pinnmo.
Det var stora problem att skapa bärkraftiga arbetsytor för de här tunga maskinerna då det krävs en stark yta för att hålla för sexhundra ton som står och gungar fram och tillbaka. Under 1961 schaktade man av det övre myrlagret med bulldozers för blotta den underliggande pinnmon med syfte att tjälen skulle gå djupt och öka bärkraften på arbetsytan som gick längs med de vattensjukare delarna av kanalen, så att man kunde börja grävarbetet vintern 1962. De första vintrarna på sextiotalet var kalla, vilket gjorde det möjligt att utnyttja tjälen på detta sätt. Vid ett tillfälle vintern 1962 fastnade CF 90, marken gav vika under transportskorna och katastrofen var ett faktum. Bärgningen av den 600 ton tunga grävmaskinen tog drygt en vecka och gick så till att transportskorna kördes i toppläge och underfylldes med bergmassor och stockmattor.
Anledningen till CF-beteckningen på maskinerna var Statens Vattenfallsverks förrådssystem med centralförrådsnummer på allt som tillhörde huvudförrådet i Forsmo. Vattenfalls förråd i Forsmo utanför Sollefteå försåg hela övre norrland med maskiner och materiel och betecknades BAF Forsmo. Montering och demontering av de här stora maskinerna var ganska omfattande operationer i sig. Den här omnämnda CF 90 kom fabriksny till Tuggensele utbyggnad i Umeälven sommaren 1958, förpackad delvis i lådor och ritningar med monteringsanvisningar samt elvatusen bult. Den monteringen gjordes på sensommaren 1958 under gynnsamma förhållanden. Efter avslutat uppdrag demonterades den för att flyttas till Gallejaur, där uppmonteringen skulle äga rum mitt i vintern på en myrholme på Arvidsjaurs Häradsallmänning. Detta var ett uppdrag som knappast någon av de inblandade glömmer, eftersom det var mycket kallt och temperaturen låg stadigt mellan tjugofem och trettio minusgrader.

## Samhällsbyggnad
Då mycket arbetskraft fanns att tillgå i närområdet så uppfördes inget större samhälle för bygget. Vattenfall uppförde 40 provisoriska lägenheter för tjänstemän och mer specialliserad arbetskraft som maskinförare till de stora Marion grävmaskinerna. Ungkarlsbostäder för veckopendlande anläggare uppfördes med cirka 100 sängplatser. Samhället var ett av Vattenfalls minsta med som mest knappt 250 invånare.